# Kia Picanto

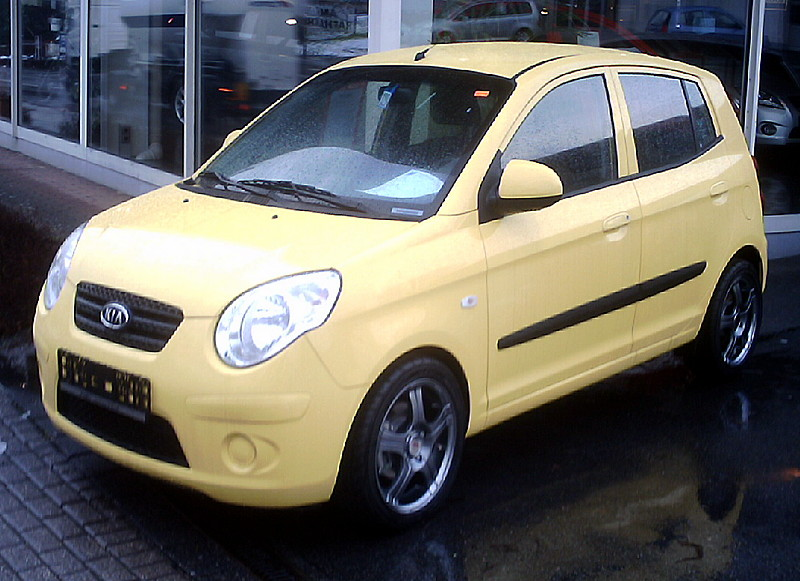
Vůz po modernizaci

Kia Picanto je hatchback segmentu A jihokorejské automobilky Kia. Jeho první generace s interním označením SA byla poprvé představena v roce 2003 na mezinárodním autosalonu v německém Frankfurtu. V roce 2011 následovala druhá generace (interně TA), dostupná jako pětidveřový i třídveřový model. Od roku 2017 se prodává třetí generace Picanta (JA), opět nabízená jen jako pětidveřový hatchback.
Po třech letech produkce došlo k rozšíření nabídky pohonných jednotek, když k dosud nabízeným benzinovým verzím přibyla i vznětová, tvořená přeplňovaným tříválcem 1.1 CRDi. Rok 2007 přinesl facelift první generace, jenž znamenal ještě větší zaoblení přídě, nová světla i nárazníky a směrovky integrované do zpětných zrcátek.

## Historie
- 2003: představení pětidveřového vozu na frankfurtském autosalonu a následné uvedení na trh s motory 1.0 / 45 kW a 1.1 CRDi / 48 kW
- 2006: nabídka rozšířena o tříválcový turbodiesel 1.1 CRDi / 55 kW.
- 2007: facelift
- 2008: modernizace vozu
- 2011: debut druhé generace (TA), rozšíření nabídky o třídveřové provedení
- 2017: příchod třetí generace (JA), opět nabídnuta jen jako pětidveřový vůz